# Didymoglossum melanopus
Espèce
Didymoglossum melanopus est une espèce de fougères de la famille des Hyménophyllacées endémique des Andes équatoriennes. 
Synonyme : Trichomanes melanopus Baker.

## Description
Didymoglossum melanopus est classé dans le sous-genre Didymoglossum.
Cette espèce a les caractéristiques suivantes :
- un long rhizome traçant, très densément couvert de poils bruns à noirâtres et sans racines
- un pétiole assez court, tomenteux à sa base, puis nu au-dessus de 1 cm, et aplati
- un limbe segmenté une fois, voire deux, irrégulier, de 2 à 5 cm de long et de 1,5 à 2,5 cm de large ;
- les premiers segments sont perpendiculaires au rachis et quasi horizontaux ; certains peuvent être relativement longs et eux-mêmes à nouveau segmentés
- le rachis est relativement droit alors que les nervures secondaires peuvent être très sinueuses
- quelques fausses nervures parallèles aux vraies nervures, courtes, mais sans de fausses nervures submarginales (caractéristique du sous-genre)
- une nervuration catadrome.
- un unique sore à l'extrémité de quelques segments -un à trois par fronde- pour les frondes fertiles
- une indusie tubulaire, à deux lèvres bien distinctes dont les cellules sont différentes de celles des tissus du limbe, et dont la bordure est souvent foncée à noire ;
- des poils marginaux groupés en petites touffes sur le limbe (3 à 5 par touffe) très longs.

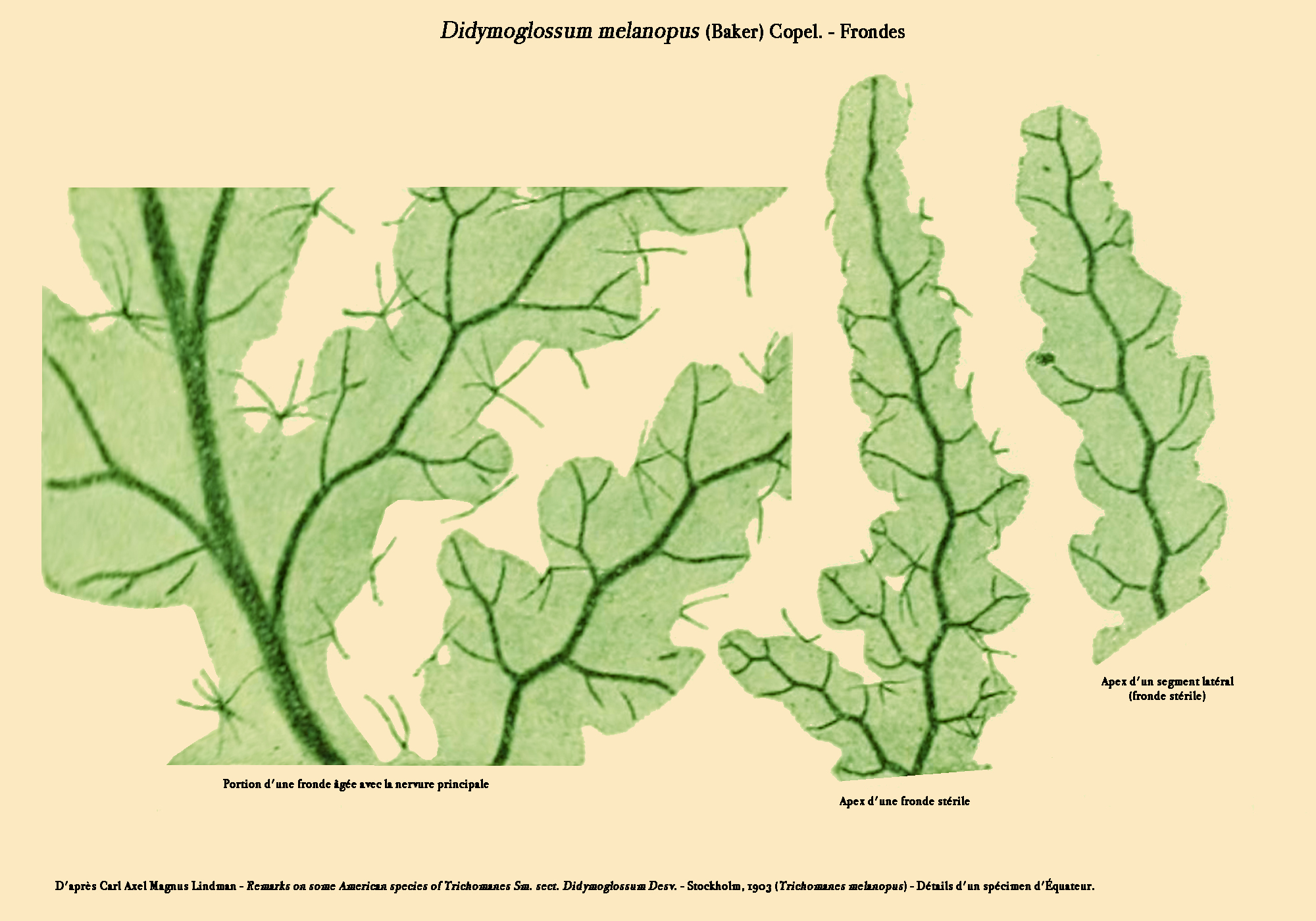
Frondes
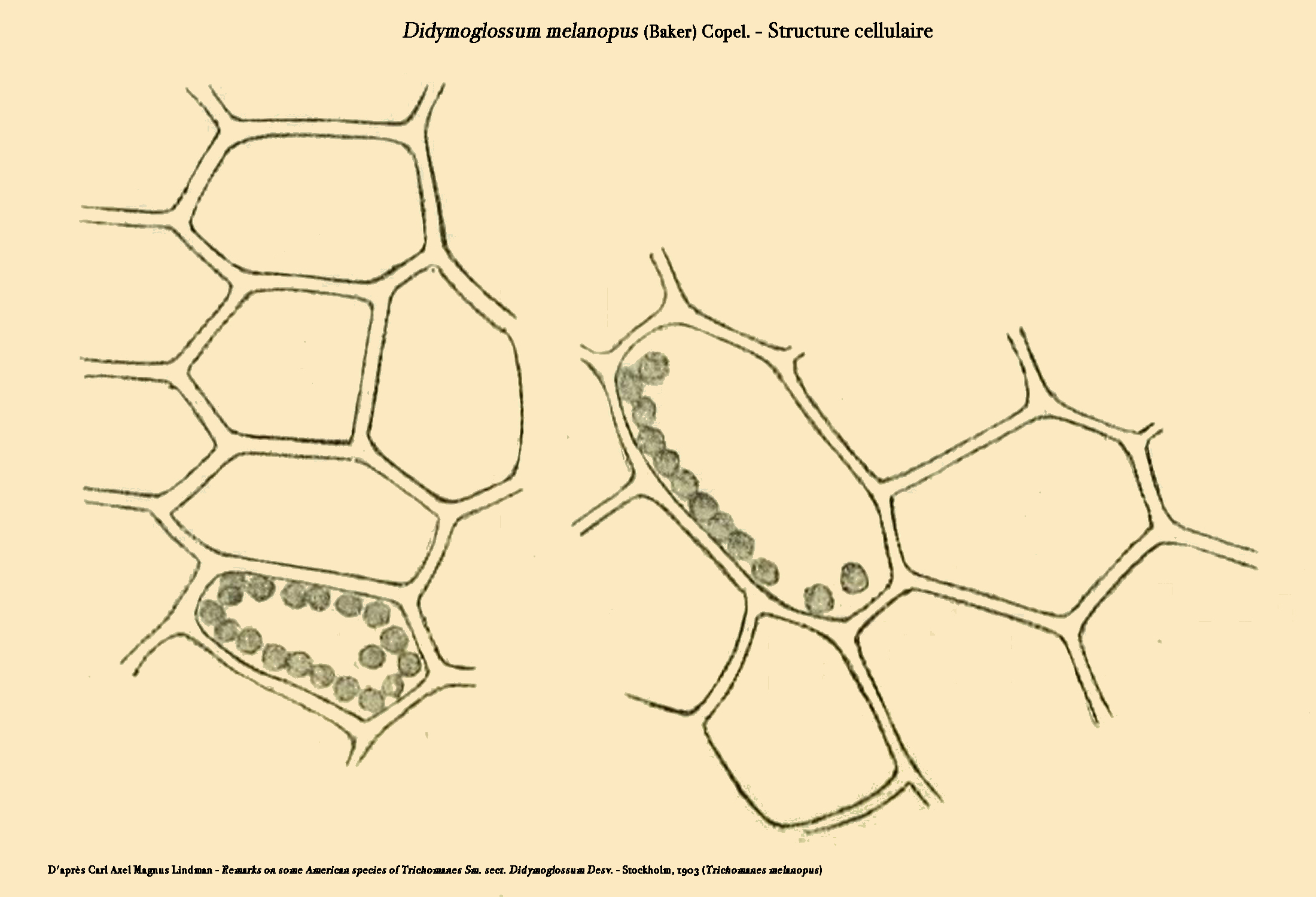
Cellules

## Distribution
Cette espèce, épiphyte ou terrestre, est endémique des Andes équatoriennes.